# Ingeborg av Kiev
Ingeborg av Kiev, död efter 1137, var en dansk prinsessa, gift med Knut Lavard. 
Dotter till furst Mstislav I av Kiev och Kristina Ingesdotter av Sverige, blev hon omkring år 1116 gift med den danske prinsen Knut Lavard. Äktenskapet arrangerades av hennes moster, Danmarks drottning Margareta Fredkulla. Hon försökte förhindra Knuts resa til gillet 1130, där han mördades. Hon födde sedan sonen Valdemar (Jan. 1131) postumt. Hon hade även döttrarna Margrethe, Kirsten och Cathrine. År 1137 ville hövdingen Christiern Svendsen efter Erik Emunes död utropa sonen till kung, men hon motsatte sig denna plan. Detta var sista tillfället hon nämndes. 
Ingeborg fick följande barn:
1. Margareta, gift med skånske stormannen Stig Hvitaledr (stupade 1151)
2. Kristina, gift med och skild från kung Magnus den blinde av Norge (stupad 1139)
3. Katarina, gift med Prislav av Lolland (död 1172/1175)
4. Valdemar den store (1131–1182), kung av Danmark